# Zappatore (brano musicale)
Zappatore è una canzone in napoletano pubblicata nel 1928, conosciuta sia in Italia che all'estero. Dal brano è nata anche una sceneggiata, dall'omonimo titolo.

## Storia
Scritta da Libero Bovio e musicata da Ferdinando Albano, la canzone fu presentata per la prima volta da Gennaro Pasquariello nel 1928. 
Nel giro di poco tempo la canzone diventò molto popolare, nel 1929 ne nacque anche una sceneggiata interpretata da Salvatore Papaccio e diretta da Gustavo Serena. Nel 1980 Mario Merola ne avrebbe fatto un suo cavallo di battaglia, portando sia il brano che la sceneggiata in tutta Italia e all'estero. Merola oltre ad occuparsi della rappresentazione teatrale, l'avrebbe portata anche al cinema, diretto da Alfonso Brescia.

## Interpretazioni
Il brano, per la prima volta viene inciso da Gennaro Pasquariello. Nel 1930 nascerà una sceneggiata portata a teatro da Salvatore Papaccio. Nel 1980 verrà incisa da Mario Merola che ne farà un suo cavallo di battaglia. Merola riporterà la sceneggiata del 1930 sia in teatro che al cinema.

## Cinema
Il brano, al cinema verrà cantato da Mario Merola nella sceneggiata cinematografica intitolata omonimamente Zappatore dove verrà diretto da Alfonso Brescia.